# Riksdagen 1972
Riksdagen 1972 ägde rum i Stockholm.
Riksdagens kammare sammanträdde i nya riksdagshuset den 10 januari 1972. Riksdagsarbetet inleddes ceremoniellt genom riksdagens högtidliga öppnande i rikssalen på Stockholms slott den 11 januari. Riksdagens talman var Henry Allard (S).
Riksdagen avslutades den 16 december 1972.